# 台灣機車公司列表
本列表列舉台灣的機車製造及代理商。 

## 台灣品牌機車
- 三陽機車(Sam Yang Motor) 總部位於新竹縣
- 光陽機車(KYMCO) 總部位於高雄市(由三陽工業發跡)
- 台灣本田機車(HONDA) 總部位於台北市，主要提供進口黃牌，紅牌重機。早期技術合作研發授予三陽、光陽。
- 台灣山葉機車(YAMAHA) 總部位於桃園市(前身為功學社)
- 台灣鈴木機車(SUZUKI) 總部位於桃園市(前身為台隆機車代工與製造鈴木機車,併吞早期同樣代工鈴木的石橋機車)
- 宏佳騰(AEON) 總部位於台南市
- PGO(摩特動力) 原與義大利車廠比雅久技術合作，現行車款則從其他國產大廠延伸。總部位於彰化縣
- 偉士牌(VESPA) 由太古集團銷售進口白，黃牌速可達。
- CPI(捷穎) 總部位於台中市
- 哈特佛(Hartford)
- 台崎重機(台灣川崎重機)(KAWASAKI)(前身為永豐川崎)

## 已倒閉
- 萬山機器工業
- 協隆機車
- 百吉發機車
- 台灣偉士伯
- 力道機車
- ottobike Group

## 電動機車
- Gogoro 目前提供125，50排氣量機型
- ionex 光陽機車的電動車品牌
- eMoving 中華汽車所研發。早期以電動腳踏車為主，後自行發展電動機車。
- eReady 台灣鈴木的電動車品牌，為PBGN聯盟之一
- AEON 宏佳騰車業電動品牌，為PBGN聯盟之一
- PGO 摩特動力電動品牌，為PBGN聯盟之一
- 可愛馬 主力為微型電動二輪車